# Pyrgus carthami
Pyrgus carthami là một loài bướm ngày thuộc họ Hesperiidae. Nó là loài phân bố rộng rãi ở châu Âu lục địa nhưng không hiện diện ở Pháp, Hà Lan, British Isles và Scandinavia.
Sải cánh dài 30–34 mm, con cái hơi to hơn con đực. Con ấu trùng ăn Alcea và Malva.

## Phân loài
- Pyrgus carhami carthami (central and northern Germany)
- Pyrgus carthami nevadensis (western Germany, France, the Iberian Peninsula)
- Pyrgus carthami moeschleri (southern and eastern Europe)

## Hình ảnh

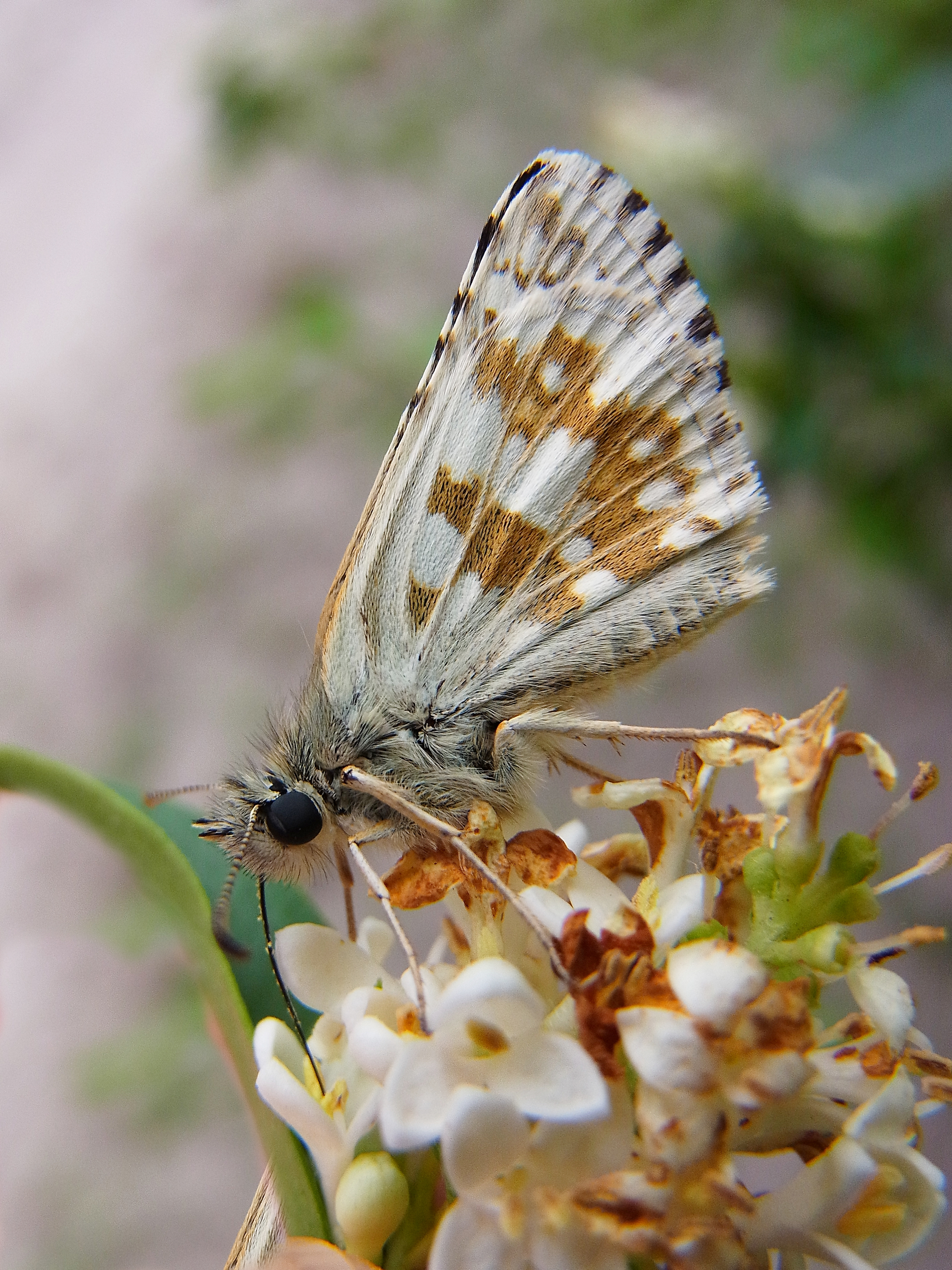